# Euforione (drammaturgo)
Euforione (in greco antico: Εὐφορίων?, Euphoríōn; in latino Euphorion; Atene, 480 a.C. circa – Atene, dopo il 432 a.C.) è stato un drammaturgo greco antico.

## Biografia e opere
Della biografia e della produzione di Euforione non si sa quasi nulla. Era figlio del celebre tragediografo Eschilo, che gli fu maestro nell'arte di comporre drammi e opere tragiche, come all'altro figlio Eveone, che, a differenza di Euforione, ebbe figli e nipoti (come Morsimo e Astidamante senior), inaugurando una dinastia di drammaturghi. 
Del suo corpus non è giunto nulla; si sa solo che nel 432 a.C. egli, in tarda età, vinse il primo premio alle dionisie contro Sofocle (giunto secondo) ed Euripide, la cui Medea arrivò terza.
Secondo alcune, azzardate, ipotesi, sarebbe lui l'autore del Prometeo incatenato attribuito al celebre padre, in cui, pur riprendendo lo stile eschileo, la figura di Zeus sarebbe rappresentata in modo non consono alla "teologia" sicuramente eschilea.
Euforione sarebbe morto, comunque, pochi anni dopo la data del 431 a.C.